# Кобра (газовий балончик)
«Кобра» — газовий балончик сльозогінної та подразнюючої дії. Призначений для використання цивільними та службовими особами в якості засобу самозахисту. «Кобра» являє собою балон аерозольного типу, заповнений речовиною подразнюючої і сльозоточивої дії алгоген.
При попаданні в очі миттєво виникає рясна сльозотеча, біль і спазм очних м'язів. Біль і раптово наступаюча безпорадність викликають у потерпілого стан паніки і дезорієнтації на час до 30 хвилин, при цьому не заподіюючи шкоди здоров'ю. Виробник — Україна (Лабораторія прикладної хімії, м. Київ). Створює потужний факел подразнюючого аерозолю, на відстань 2,5 метра. Балончик «Кобра» має аерозольну дію, але деякими дослідники класифікується як аерозольно-струменевий балончик за рахунок того, що струмінь вражаючої речовини досить вузький, всього 30 сантиметрів, в інших аерозольних газових балончиків він, як правило, набагато ширше. «Кобра» є однією з най популярніших моделей газових балончиків, в Україні серед переваг цієї моделі надійність та потужність розпилення струменю вражаючої рідини, також досить сильна дія вражаючої речовини (іританту).

## Основні характеристики «Кобра-1» (зазначені характеристики ідентичні з Кобра-1Н-100)
- Тип: аерозольний (інколи класифікується як аерозольно-струменевий)
- Вага: 72 грами
- Габаритні розміри: 133×36 міліметрів
- Об'єм балончика: 89 міліграм
- Діюча речовина: Алгоген (дибензоксазепін)
- Радіус застосування: 2,5 метра.
- Безперервного використання: 9 секунд.
- Термін зберігання: 3 роки.[4]

## Модифікації
- Кобра-1 — модифікація для поліцейських. Відрізняється від інших, що там 0.8% CS (о-Хлоробензиліденмалондинітрил) є популярним засобом самооборони, що відноситься до категорії сльозогінних речовин. Балон помаранчевого кольору. Має наклейку, де вказана інша речовина. Під нею написано, що це Кобра 1Н для економії на балонах
- Кобра-1Н-100 — модифікація для цивільних осіб, масогабаритні показники ідентичні з Кобра-1.
- Кобра-1Н-58 — зменшений в розмірі балончик, розміром 86×35.
- Кобра-1С — струменева модифікація балончика, пофарбована в сріблястий колір на відміну від помаранчевих попередніх модифікацій. Заявлена дальність ураження 5 метрів.